# Léon Marchand
Léon Marchand (Toulouse, 17 de maio de 2002) é um nadador francês especializado em natação pura nas modalidades peito, borboleta e medley.
Membro da equipe de natação da Universidade do Estado do Arizona, conhecida como Arizona State Sun Devil, é o recordista mundial nos 400 metros medley em percurso longo e recordista francês nos 200 metros medley, 200 metros borboleta e 200 metros peito em percurso longo. Além disso, competiu no evento de 400 metros medley individual nos Jogos Olímpicos de Verão de 2020, terminando em sexto lugar.
No Campeonato Mundial de Esportes Aquáticos realizado no ano de 2022, em Budapeste na Hungria, fora medalhista de ouro nas modalidades 200 e 400 metros medley. Por sua vez, na edição de 2023, realizada em Fukuoka, no Japão, tornou-se bicampeão nos 200 e 400 metros medley além de ter sido vencedor, também, nos 200 metros borboleta. Ao terminar na primeira colocação nos 400 metros medley com o tempo de 4m02s50, bateu o último recorde ainda vigente de Michael Phelps, que aplaudiu o atleta francês e entregou-lhe a medalha de ouro.